# Lolium
Lolium là một chi thực vật có hoa trong họ Hòa thảo (Poaceae).

## Loài
Chi Lolium gồm các loài: